# 塞德里克·西蒙斯
塞德里克·西蒙斯（英語：Cedric Simmons，1986年1月3日—），美国职业篮球运动员，场上位置中锋或大前锋。
西蒙斯大学时就读北卡罗来纳州立大学，在2006年NBA选秀中于第一轮第15位被新奥尔良黄蜂队选中，次年又被送往克里夫兰骑士队。2008年2月，西蒙斯又在一次三队11人大交易中被送往芝加哥公牛队。